# Сунжа (Ставропольский край)
Су́нжа — село в составе Минераловодского района (городского округа) Ставропольского края России.

## Варианты названия
- Ново-Суженская,
- Ново-Сунженская,
- Новосунженская[2].

## География
Расположено на правом берегу реки Кума.
Расстояние до краевого центра: 112 км. Расстояние до районного центра: 24 км.

## История
Станица Сунженская основана в 1920 году. По данным на 1927 год станица состояла из 157 дворов. В административном отношении населённый пункт входил в состав Сунженского сельсовета Суворовского района Терского округа:4—5.
До 2015 года село входило в упразднённый Гражданский сельсовет.

## Население
| 1926 | 1989 | 2002 | 2010 | 2014 |
| ---- | ---- | ---- | ---- | ---- |
| 705  | ↘559 | ↗736 | ↗752 | ↗800 |

Национальный состав
В селе Сунжа проживают такие национальности, как русские, армяне, греки, украинцы и другие.
По данным переписи 1926 года в станице проживало 705 человек (316 мужчин и 389 женщин), преобладающая национальность — великороссы.
По данным переписи 2002 года, 73 % населения — русские.

## Образование
- Детский сад № 25 «Ручеёк»[10].
- Средняя общеобразовательная школа № 17[11]. Открыта 1 января 1923 года[12].